# Parthamaspates
Parthamaspates (gestorben nach 122) war ein Prinz aus dem Hause der Arsakiden und 116/17 kurzzeitig König des Partherreiches. 

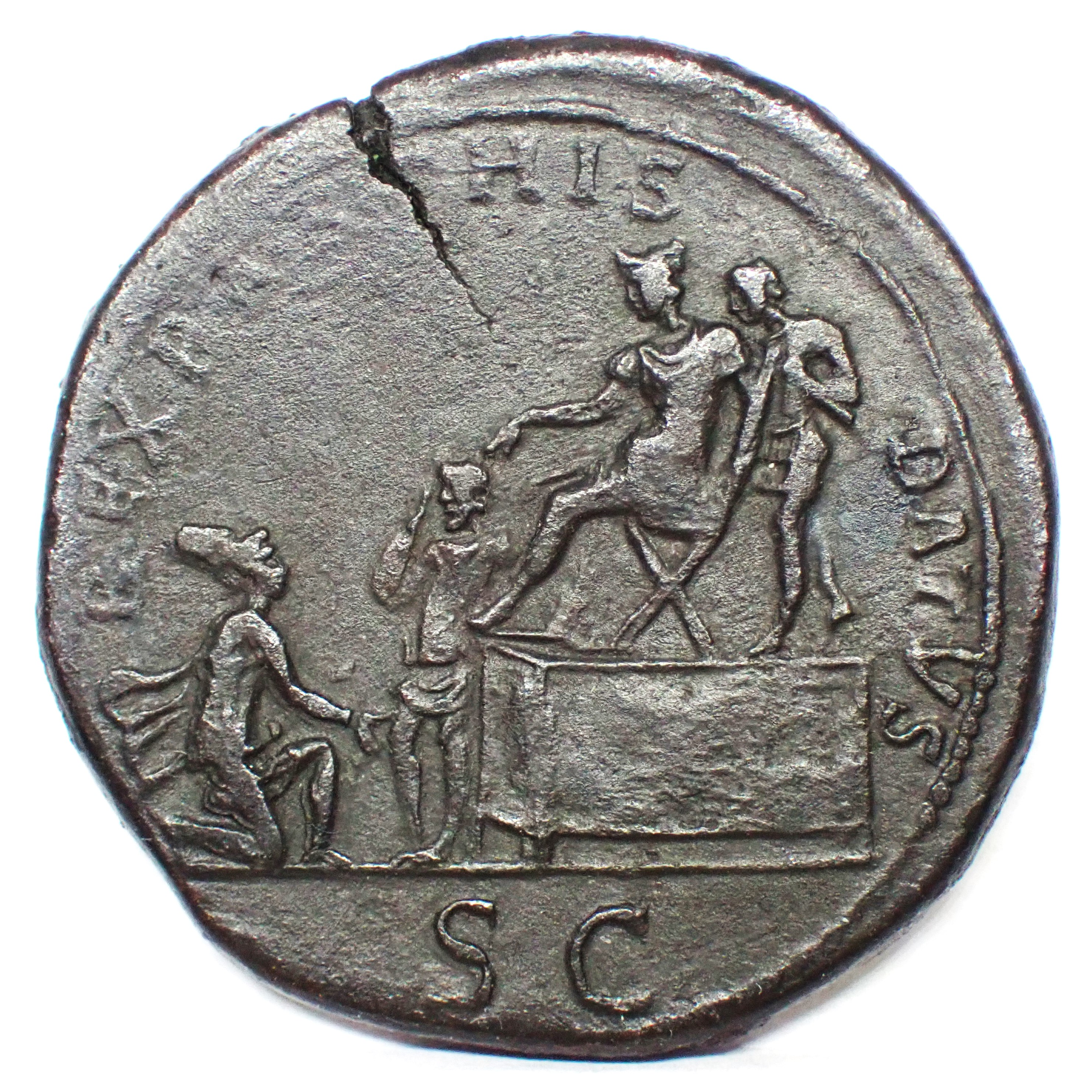
Sesterz mit Trajan auf dem Podium, der knienden Parthia den König Parthamaspates präsentierend

Parthamaspates war ein Sohn des Partherkönigs Osroes I. Im Jahr 114 begann der römische Kaiser Trajan seinen Partherkrieg, der zunächst sehr erfolgreich verlief. Im Jahr 116 brachen jedoch jüdische und parthische Aufstände aus, die römische Herrschaft in Mesopotamien kollabierte. In dieser Situation setzte Trajan im Herbst des Jahres 116 in Seleukeia am Tigris Parthamaspates als parthischen Marionettenherrscher ein und ließ einen Sesterz prägen, der auf der Rückseite auf dieses Ereignis hinwies. Dieser hatte sich zuvor zum Verrat an einem parthischen Feldherrn verleiten lassen. Parthamaspates konnte sich jedoch nur kurze Zeit halten, zumal die Römer 117 die Eroberungen im Osten aufgaben. Er floh ins Römische Reich (wann genau ist unbekannt) und wurde mit der Herrschaft über Edessa entschädigt, wo er um 121/22 in der edessenischen Königsliste als Parnataspat (Lesung nach Andreas Luther) belegt ist.